# Dijon Thompson
Pour les articles homonymes, voir Thompson.
Dijon Thompson, né le 23 février 1983 à Los Angeles (Californie), aux États-Unis, est un joueur américain de basket-ball. Il évolue au poste d'ailier.

## Carrière
Dijon Thompson joue au niveau universitaire pour les Bruins d'UCLA. Il est choisi en 54e position lors de la Draft 2005 de la NBA.
Lors de la saison 2009-2010, il évolue avec l'Hapoël Jérusalem. Il est choisi dans la deuxième équipe-type de l'Eurocoupe.
Il signe un contrat d'un an pour la saison 2011-2012 dans l'équipe de l'ASVEL Lyon-Villeurbanne. En septembre 2012, il rejoint le BK Nijni Novgorod.